# Picada de medusa
La picada de medusa es produeix en contactar la pell amb una medusa, provocant una dermatitis (dermatitis per picada de medusa).:430

## Fisiopatologia
La picada es produeix quan els tentacles de la medusa entren en contacte amb una persona. Els tentacles disposen de milers de cèl·lules urticants (cnidòcits) que disparen el verí, cèl·lules que continuen actives encara que la medusa estigui morta a la sorra. Les cèl·lules urticants també es poden disparar dintre de l'aigua per xoc osmòtic o tèrmic, sense que la medusa entri en contacte amb la persona.
La majoria dels contactes accidentals amb meduses es produeixen durant el bany o amb exemplars morts o restes de tentacles, ja que la capacitat tòxica persisteix durant bastant temps després de la mort de la medusa.

## Clínica
Després de la picada s'acostuma a notar una coïssor intensa, que pot originar un dolor similar al d'una cremada. Localment poden aparèixer un seguit d'erupcions i molèsties a la pell, envermelliment i sensació de picor local, que normalment remeten espontàniament després d'alguns dies, o a vegades setmanes. Poc sovint, el verí injectat pot arribar a causar altres molèsties a l'organisme, com ara nàusees, tremolors, marejos o vòmits. Això és degut al fet que els cnidocists poden penetrar fins a la dermis, i aleshores les toxines es poden alliberar en el sistema intravascular en uns 20 segons i s'absorbeixen immediatament, la qual cosa augmenta l'efecte del verí. Els efectes variaran en funció de diversos factors com ara el tipus de medusa, la zona del cos afectada i l'estat de salut de la persona que rep la picada.
Rarament es produiran efectes de tipus al·lèrgic que facin durar les lesions durant temps (hipersensibilitat de tipus IV).

## Tractament
Aquests són alguns consells davant la picada d'una medusa comuna:
- Sortir de l'aigua
- No fregar la zona afectada ni amb sorra ni amb la tovallola.
- No netejar la zona de la picada amb aigua dolça ni amb amoníac, usar sempre aigua salada. L'aigua dolça activa el poder urticant de les meduses (de fet, el canvi osmòtic que produeix l'aigua dolça activa els nematocists de les meduses que puguin quedar i n'augmenta la quantitat de verí injectat).
- Si a la pell queden restes de tentacles visibles, retirar-los amb molta cura amb pinces o guants.
- Aplicar fred sobre la zona afectada durant un quart d'hora usant una bossa de plàstic que contingui gel. Mai aplicar gel directament llevat que sigui d'aigua marina. Si el dolor persisteix, convé aplicar de nou la bossa de gel durant un altre quart d'hora.
- Per tal d'evitar la infecció de la ferida, s'aconsella l'aplicació sobre la pell d'un antisèptic (alcohol iodat) 3 - 4 vegades al dia durant 48 a 76 hores. Fer això fins que cicatritzi la ferida.
- Si l'estat de la víctima empitjora progressivament i es detecten complicacions respiratòries, convulsions o alteracions cardíaques, ha de ser duta immediatament a l'hospital perquè li tractin d'aquestes afeccions.

A més, es recomana d'identificar l'espècie de medusa que ha ocasionat la picada i aplicar el tractament mèdic corresponent, que pot ser:
| Tractament                                                             | Medusa                                   |
| ---------------------------------------------------------------------- | ---------------------------------------- |
| Solució saturada de sulfat de magnesi en una solució de clorur de sodi | Pelagia noctiluca                        |
| Solució aquosa concentrada 1:1 de hidrogencarbonat de sodi             | Chrysaora hysoscella                     |
| Solució saturada de sulfat de magnesi en una solució de clorur de sodi | Rhizostoma pulmo Cotylorhiza tuberculata |
| Una mica de vinagre                                                    | Physalia physalis.                       |

Tots aquests tipus de meduses són fàcilment identificables si el personal dels llocs de socors de platja està qualificat i disposa de mitjans suficients.

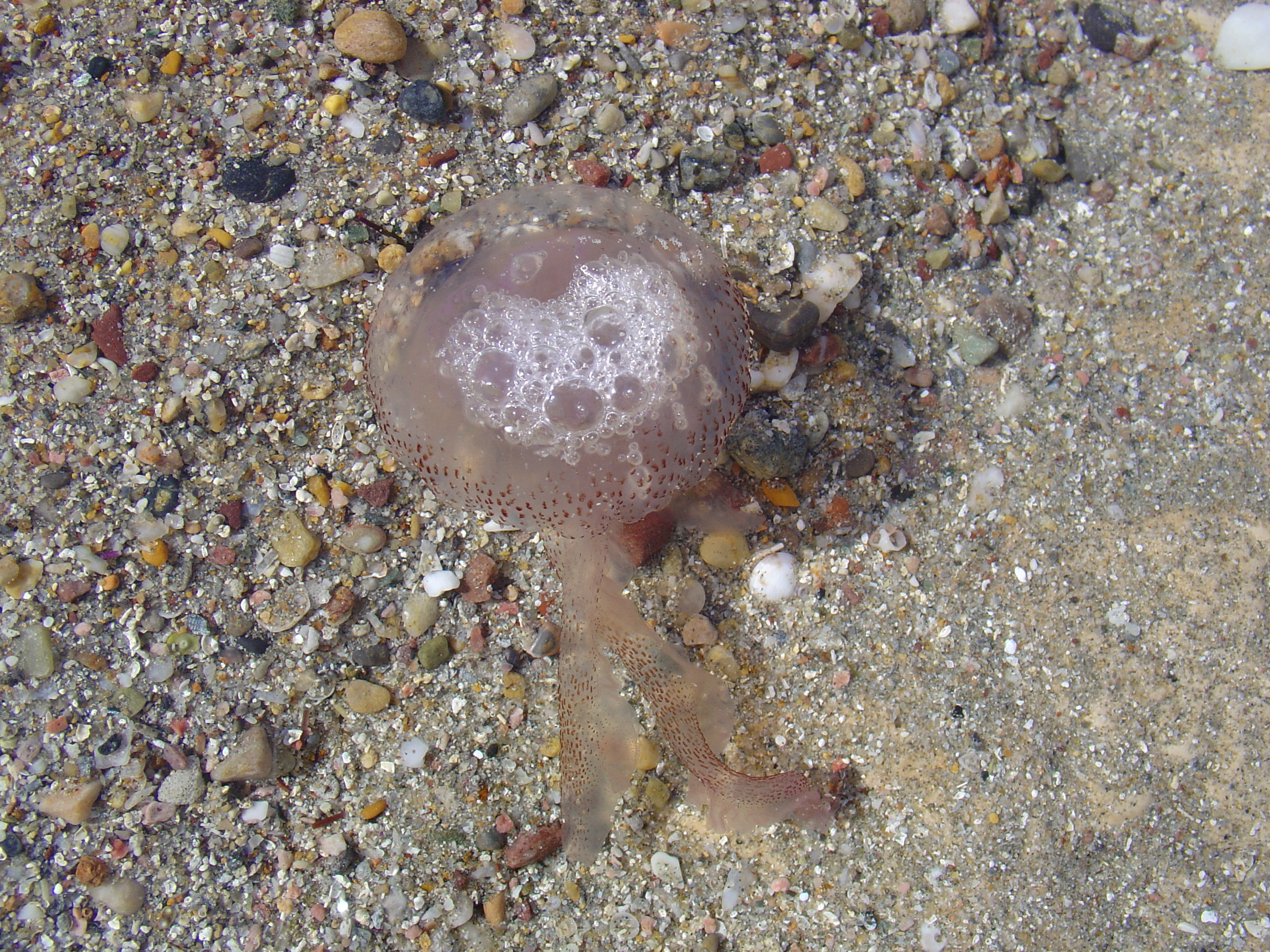
Pelagia noctiluca
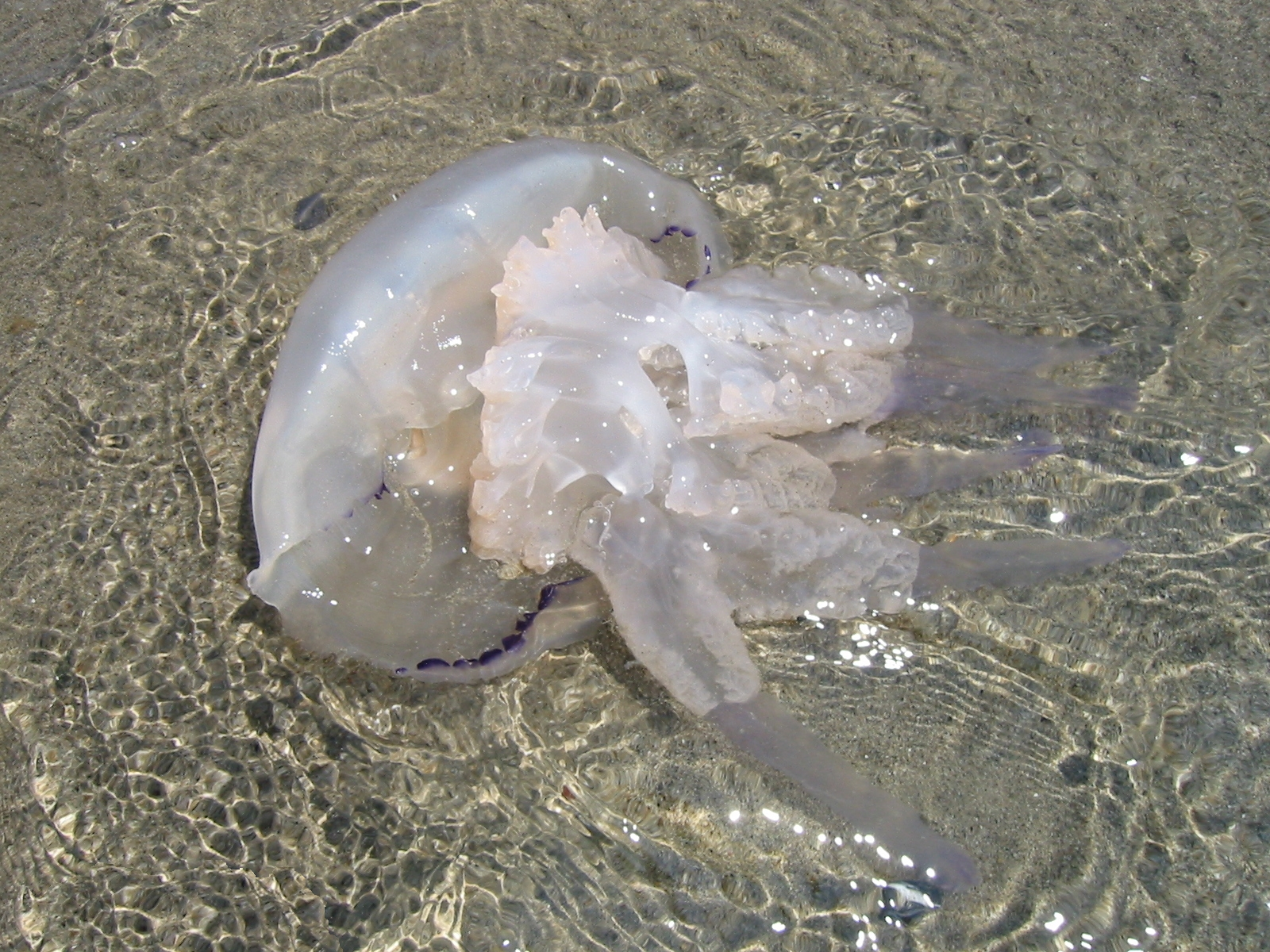
Rhizostoma pulmo
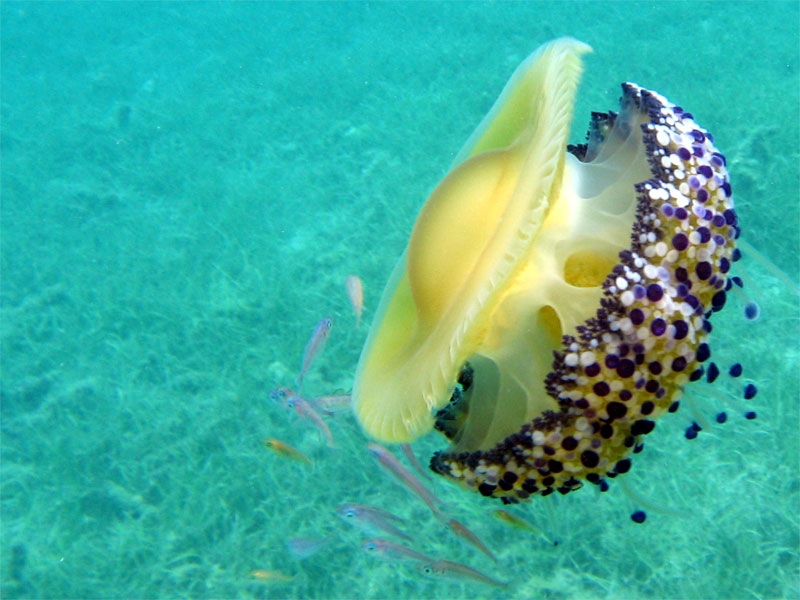
Cotylorhiza tuberculata
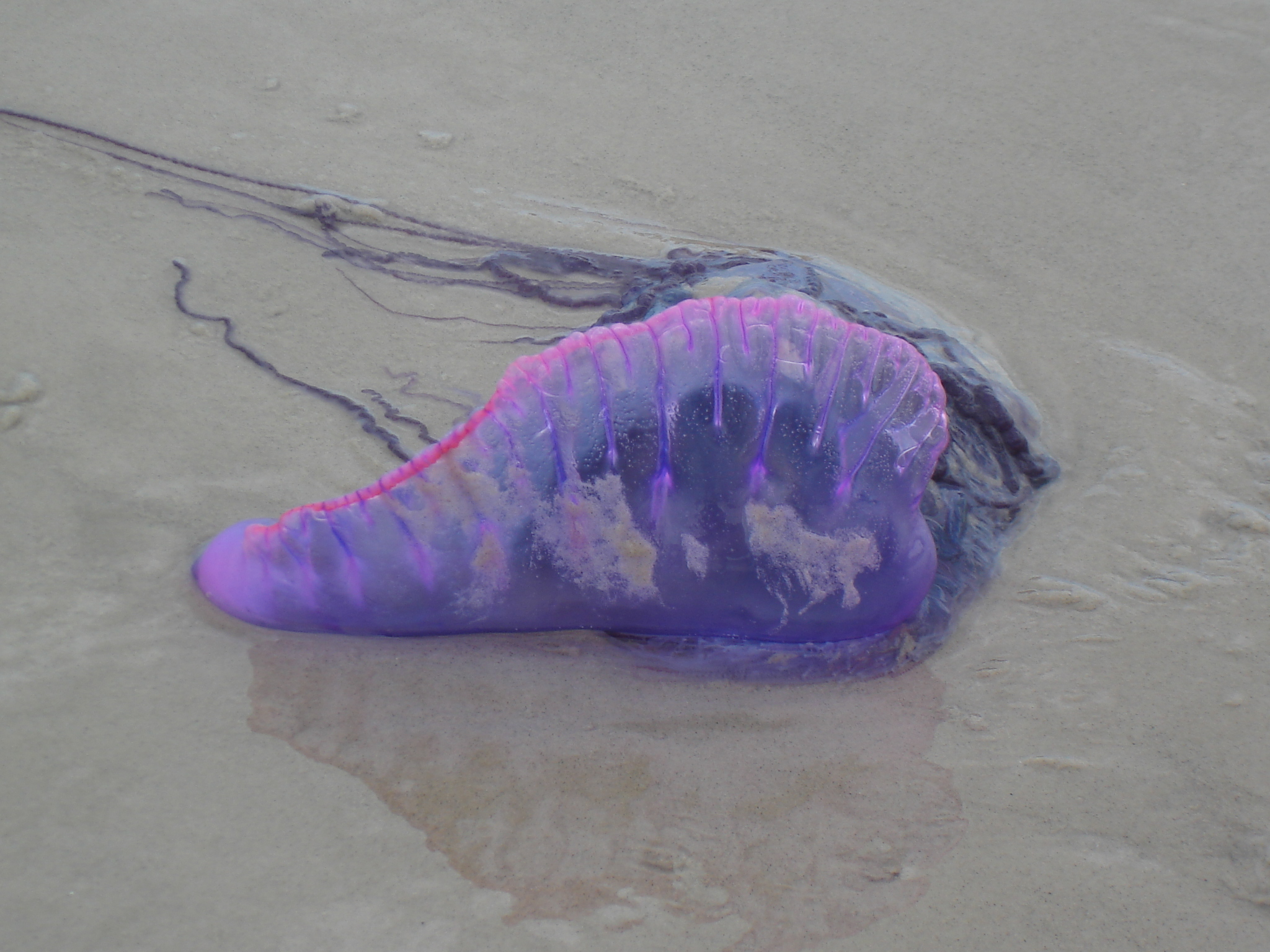
Physalia physalis

## Persones en situació de risc
Les persones que han estat picades una vegada estan sensibilitzades, fet que origina que una segona picada produeixi una reacció més severa. Han de tenir una especial atenció per evitar el contacte les persones amb antecedents de problemes al·lèrgics, cardiovasculars o asmàtics. Cal tenir en compte que com més gran sigui la superfície corporal que rep l'impacte en relació al volum del cos, més grans seran els efectes tòxics. És per això que els nens tenen major risc que les persones adultes.